# کویجان
کویان، روستایی از توابع شهرستان بهاباد در استان یزد ایران است.

## جمعیت
این روستا در دهستان بنستان قرار دارد و براساس سرشماری مرکز آمار ایران در سال ۱۳۸۵، جمعیت آن ۴۱۰ نفر (۱۰۵خانوار) بوده‌است.